# Boulevard de Strasbourg (Nogent-sur-Marne)
Pour les articles homonymes, voir Boulevard de Strasbourg.
Le boulevard de Strasbourg est une voie de communication de la ville de Nogent-sur-Marne,. Elle suit le tracé de la route nationale 186.

## Situation et accès
Le boulevard commence dans l'axe de l'avenue de Joinville. Il marque ensuite le début du boulevard Gallieni puis de la rue de Plaisance. Il se termine à un pont qui franchit la ligne de Paris-Est à Mulhouse-Ville et l'autoroute A86, dans le prolongement du boulevard d'Alsace-Lorraine au Perreux-sur-Marne. À cet endroit se trouve l'entrée nord du tunnel de Nogent-sur-Marne. Le boulevard est parcouru tout le long par le bus RATP 113.

## Origine du nom
Le nom de cette avenue fait référence à la ville de Strasbourg.

## Historique

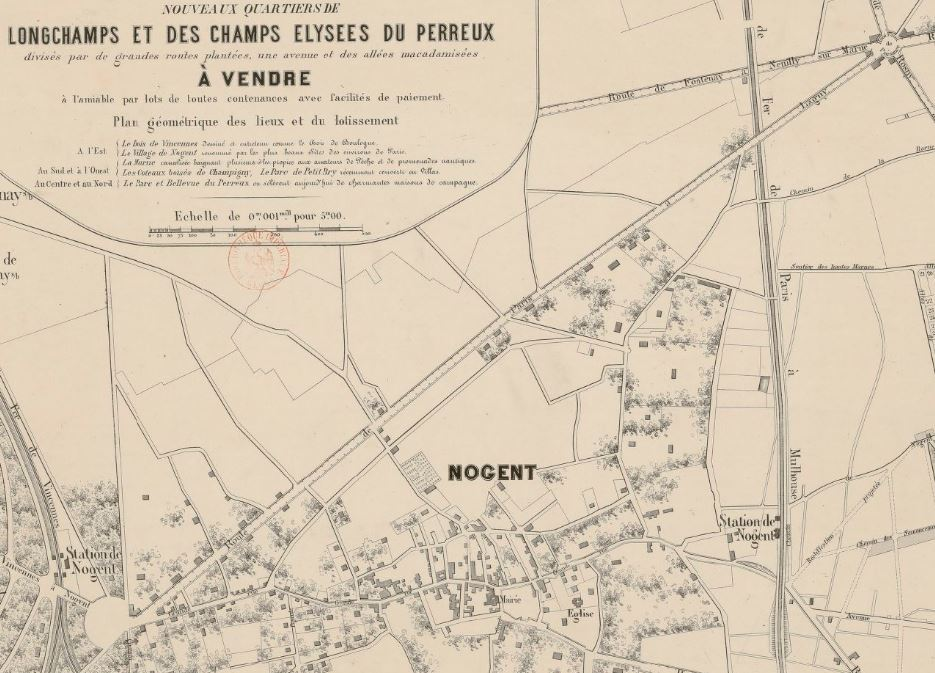
Nouveaux quartiers sur la route de Paris à Lagny, en 1861.

Avant d'être une voie urbaine, le boulevard de Strasbourg était une route percée à travers champs dès 1785 et ouverte à la circulation en 1788. Il était alors appelé la « route de Vincennes à Neuilly », c'est-à-dire Neuilly-Plaisance, et fut tracé à gauche de l'« ancien chemin de Lagny ». Cette nouvelle voie de circulation permit de désenclaver le quartier de Plaisance.
En 1861, il a aussi été appelé « route de Paris à Lagny ».
Il prit ensuite le nom de « route d'Allemagne », qui était un grand axe continuant vers Lagny, sur le tracé de la RN34 déclassée en 2006.
Cette ancienne route d’Allemagne, a longtemps été la seule route vers l’Est depuis Paris. Aujourd’hui « boulevard de Strasbourg », il sépare le nord et le sud de la ville.
Il est typique de ces grandes voies qui structurent l'est de Paris. En 2020, depuis la place du Général-Leclerc près de la gare de Nogent-sur-Marne sur la ligne A du RER d'Île-de-France, jusqu’à l’entrée du Perreux-sur-Marne, de nombreux projets y sont en préparation.

## Bâtiments remarquables et lieux de mémoire
- Fort de Nogent.

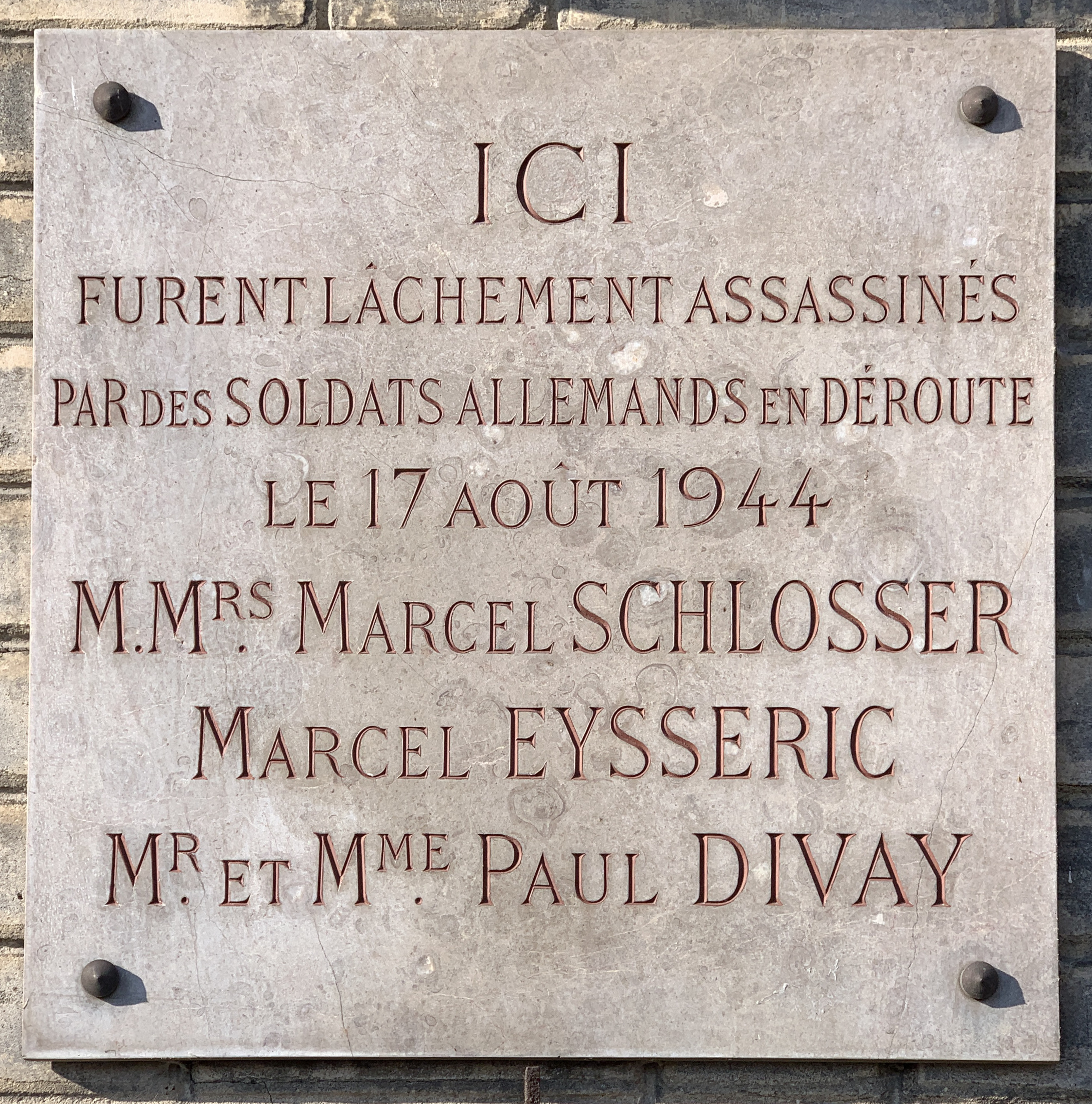
Au 57: Ici furent assassinés Marcel Schlosser, Marcel Eysseric, Paul Divay et son épouse.

- Château de Plaisance, détruit en 1818.
- Cimetière de Nogent-sur-Marne.
- Salle municipale Émile Zola, bâtiment Art déco construit en 1927 par l'architecte municipal Toussaint Hillion, et restauré en 2011[9], construite à l'emplacement des immeubles industriels de la fumisterie NESSI, emplacement acquis en 1922[10].
- Un ensemble d’HBM en briques rouges et en meulière, construit en 1933 par les architectes Maurice Maurey et Toussaint Hillion[11].